# Berberis aquifolium

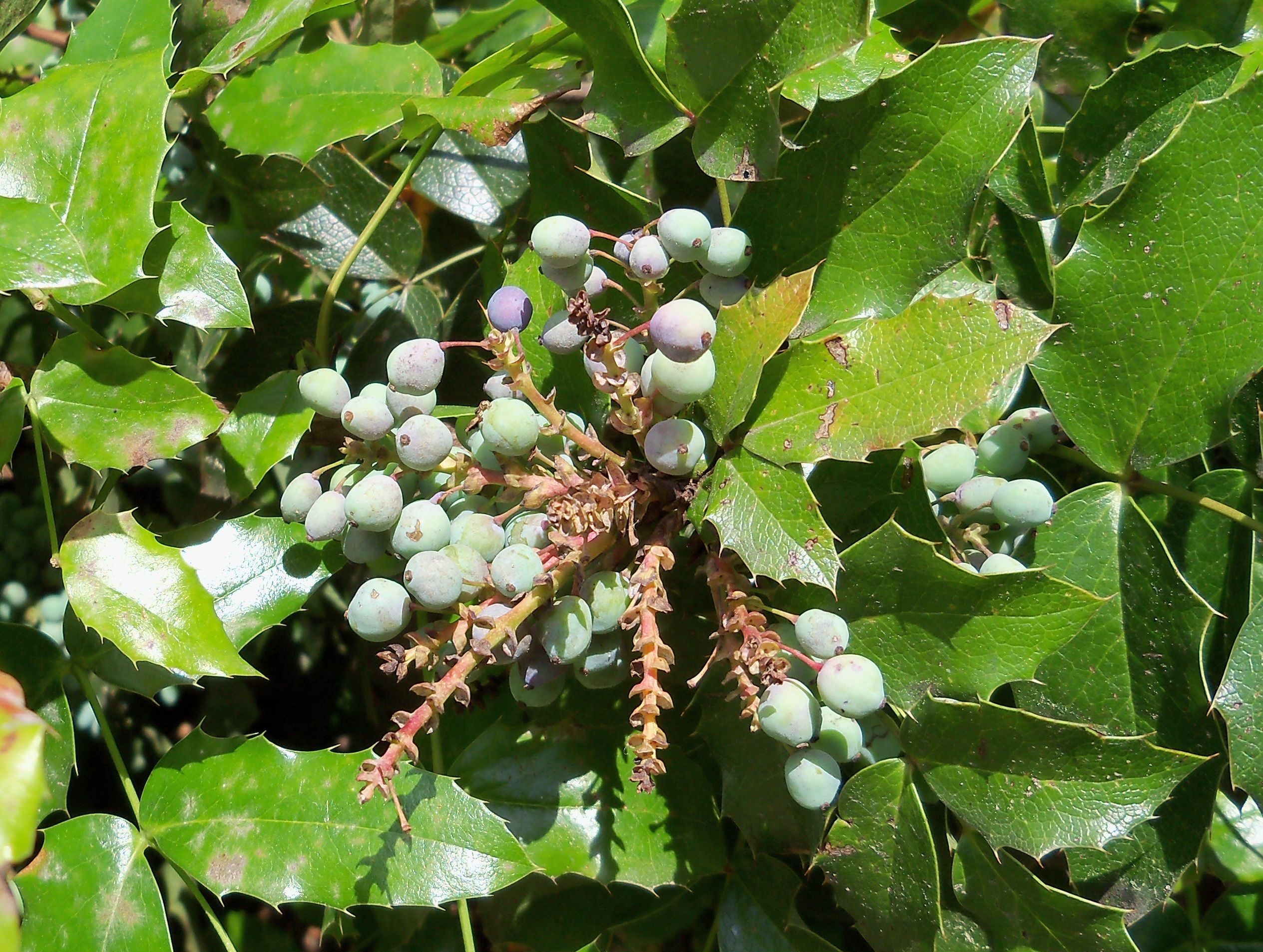
Frutos, todavía inmaduros.

Flores.

Berberis aquifolium, llamada popularmente uva de Oregón  o mahonia, es una especie de la familia de las Berberidáceas.

## Descripción
Es una especie de hoja  perenne que alcanza 1,8 m de alto y 1,5 de diámetro. Las hojas gruesas y de color verde intenso tienen 25 cm de largo; son pinnadas con 5 o 9 folíolos oblongo-ovados parecidos a las hojas del acebo. Las hojas jóvenes son de color bronce rojizo, en invierno adquieren tonos bronce purpúreo. Las pequeñas flores, de color amarillo brillante, surgen en densos racimos. Cada una tiene seis pétalos rodeados por seis sépalos y seis estambres. De finales de verano a principios de otoño produce pequeñas bayas de color negro azulado.
La planta se propaga por estolones formando colonias.

## Distribución y hábitat
Se distribuye desde el oeste de Norteamérica, la Columbia británica, California y se extiende por el este hasta Idaho y Montana. En 1822 se introdujo como cultivo en Europa donde se ha convertido en especie invasiva.
Habita en las laderas de bosques de coníferas a altitudes de 400-2100 m s. n. m.

## Usos y cultivo
Al igual que los frutos de los calafates, los pequeños frutos negro azulados de esta especie son también comestibles, y contienen semillas relativamente grandes. 
Sin bien, a diferencia de los frutos de Berberis microphylla, sus frutos silvestres son bastante más ácidos; sin embargo igualmente se incluían en cantidades pequeñas en la dieta tradicional de los pueblos aborígenes del Noroeste del Pacífico. Hoy en día se utilizan a veces para hacer jalea o mermeladas.
Como planta ornamental se usa en jardinería. Se adapta a todo tipo de suelos, y es resistente al frío; prefiere exposición semisombreada. Se debe practicar una poda de formación para estimular la emisión de ramas y que crezca de forma compacta.
Se usa en la medicina tradicional por su contenido del alcaloide berberina.

## Taxonomía
Berberis aquifolium fue descrita por Frederick Traugott Pursh   y publicado en Flora Americae Septentrionalis; or, . . . 1: 219, pl. 4. 1814[1813].
Etimología
Berberis: nombre genérico que proviene del  la forma latinizada del nombre árabe de la fruta.
aquifolium: epíteto latíno cuyos étimos hacen referencia a las agudas puntas de sus foliolos (acus=aguja y folius=hoja).
Sinonimia
- Berberis aquifolium var. aquifolium
- Berberis aquifolium var. juglandifolia Rehder
- Berberis fascicularis Sims
- Berberis fasciculata Schult. & Schult.f.
- Berberis pinnata Banks ex DC.
- Mahonia aquifolium (Pursh) Nutt.
- Mahonia diversifolia Sweet
- Odostemon aquifolium (Pursh) Rydb.[9]